# オズヴァルト・タイヒミュラー
オスヴァルト・タイヒミュラー（独: Oswald Teichmüller、1913年6月13日 - 1943年9月11日）は、ドイツの数学者。

## 生涯
ドイツ帝国時代のプロイセン王国ザクセン州（現テューリンゲン州）ノルトハウゼンで生まれ、ニーダーザクセン州ザンクト・アンドレアスで育った。
1931年からゲッティンゲン大学で学び、1935年に取得した博士号の指導教官はヘルムート・ハッセであった。ナチ党の信奉者で1931年に突撃隊へ入隊し、1933年にはユダヤ系教授エトムント・ランダウの排斥運動にもかかわっている。
1936年、ユダヤ人の影響を排しドイツ人の数学的業績を誇示するとして、ビーベルバッハ予想で知られるルートヴィヒ・ビーベルバッハの主導で『ドイツの数学』誌が発行され、タイヒミュラーの論文も掲載された。その内の一つによるものがタイヒミュラー空間の理論である。
1939年にナチス・ドイツ軍に従軍し、1943年に東部戦線ドニエプル川の戦いで死亡した。